# Comuna Orlî, Pokrovske
Orlî (în ucraineană Орли) este o comună în raionul Pokrovske, regiunea Dnipropetrovsk, Ucraina, formată din satele Dibrova, Kîrîcikove, Krîvobokove, Maiak, Malînivka, Mecetne, Orlî (reședința) și Solone.

## Demografie
Componența lingvistică a satului Orlî
     Ucraineană (95,24%)
     Rusă (4,52%)
Conform recensământului din 2001, majoritatea populației satului Orlî era vorbitoare de ucraineană (95,24%), existând în minoritate și vorbitori de rusă (4,52%).